# Porgy & Bess Revisited
| Recensione | Giudizio |
| ---------- | -------- |
| AllMusic   | [ 2 ]    |

Porgy & Bess Revisited è un album discografico a nome di Stewart-Williams & Co., pubblicato dalla casa discografica Warner Bros. Records nel febbraio del 1959.
Rivisitazione in chiave jazz di diversi brani tratti dall'opera Porgy & Bess, nell'album si può ascoltare, in alcuni brani, l'interpretazione solistica-musicale di Cootie Williams (la cui tromba interpreta la parte di Porgy in ben cinque pezzi), di Rex Stewart (tromba solista in due brani nella parte Sportin' Life), il sassofonista contralto Hilton Jefferson (solista nel ruolo di Bess in un brano), il trombonista Lawrence Brown (in due brani nella parte di Serena & Clara) ed infine il sassofonista-baritono Pinky Williams (nella parte solistica di Jake in un brano).

## Tracce
Lato A
1. It Ain't Necessarily So – 3:58 (Ira Gershwin, George Gershwin)
2. Bess, You Is My Woman – 4:33 (Ira Gershwin, DuBose Heyward, George Gershwin)
3. I Got Plenty O' Nuttin' – 2:23 (Ira Gershwin, DuBose Heyward, George Gershwin)
4. My Man's Gone Now – 3:09 (DuBose Heyward, George Gershwin)
5. There's a Boat Dat's Leavin' Soon for New York – 3:24 (Ira Gershwin, George Gershwin)

Lato B
1. Summertime – 4:05 (DuBose Heyward, George Gershwin)
2. A Red-Headed Woman – 3:03 (Ira Gershwin, DuBose Heyward, George Gershwin)
3. Oh Bess, Oh Where's My Bess – 3:27 (Ira Gershwin, George Gershwin)
4. A Woman Is a Sometime Thing – 3:49 (DuBose Heyward, George Gershwin)
5. Oh Lawd, I'm on My Way – 3:58 (Ira Gershwin, DuBose Heyward, George Gershwin)

## Musicisti
- Cootie Williams - tromba (solista nei brani: A2, A3, B2, B3 e B5)
- Rex Stewart - tromba (solista nei brani: A1 e A5)
- Jim Timmens - conduttore orchestra, arrangiamenti
- Hilton Jefferson - sassofono alto (solista nel brano: A2)
- Pinky Williams - sassofono baritono (solista nel brano: B4)
- Lawrence Brown - trombone (solista nei brani: A4 e B1)
- Al DeRisi - tromba
- Bernie Glow - tromba
- Ernie Royal - tromba
- Joe Wilder - tromba
- Sconosciuti (due esecutori) - corno francese
- Eddie Bert - trombone
- Sonny Russo - trombone
- Urbie Green - trombone
- Abraham Boomie Richman - sassofono
- Al Klink - sassofono
- Sid Cooper - sassofono
- Walt Lubinsky - sassofono
- Sconosciuti (tre esecutori) - strumenti a fiato
- Sconosciuti (quattordici esecutori) - strumenti ad arco
- Buddy Weed - pianoforte
- Barry Galbraith - chitarra
- Milt Hinton - contrabbasso
- Don Lamond - batteria
- Joe Venuto - percussioni

Note aggiuntive
- George T. Simon - produttore
- Gene Kornmann - fotografie
- Tri Arts - design album
- George Avakian - note retrocopertina album[6]